# Orinx

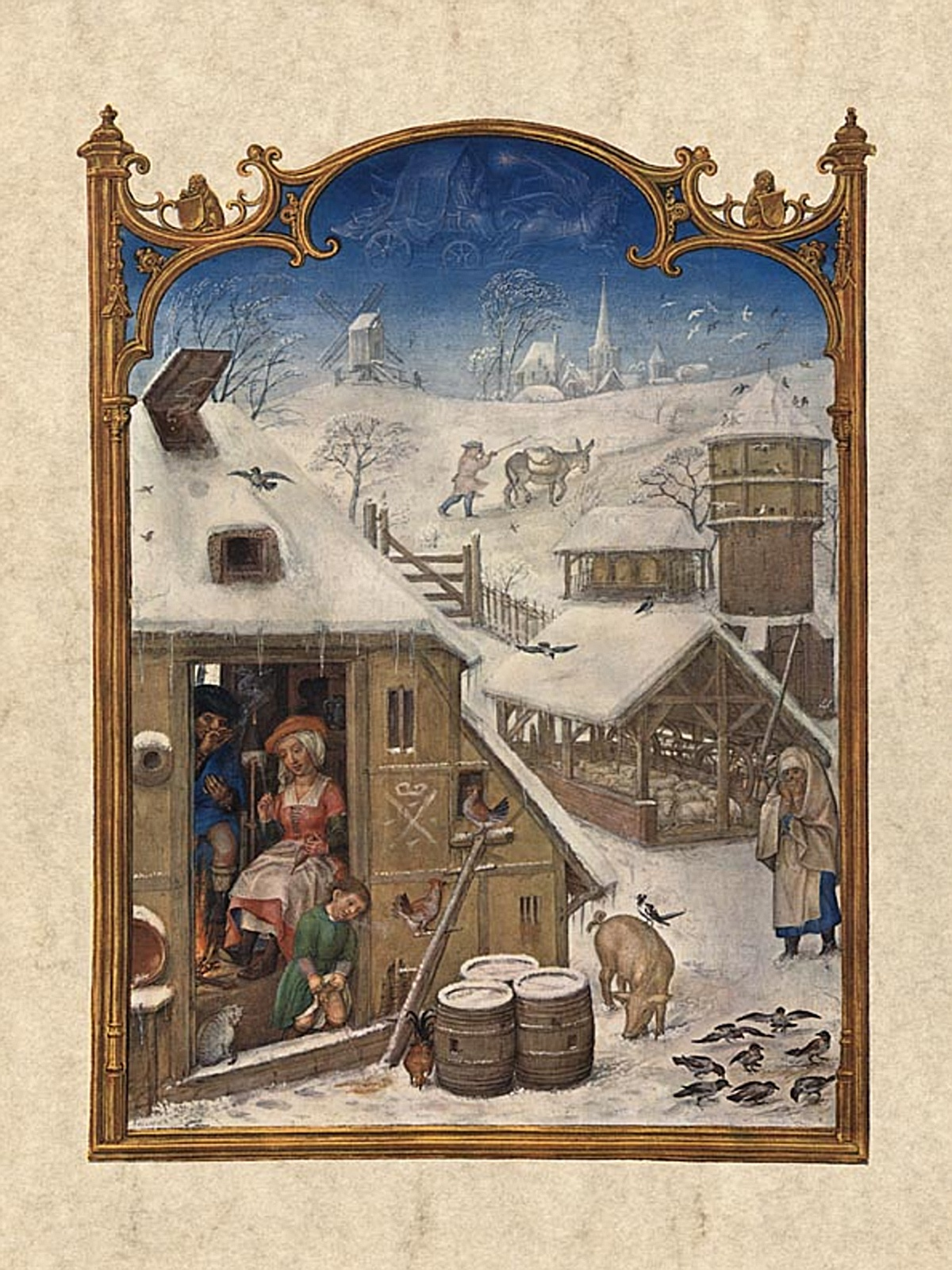
Vlaamse miniatuur (1510) met een windmolen op de achtergrond.Breviarium-Grimani

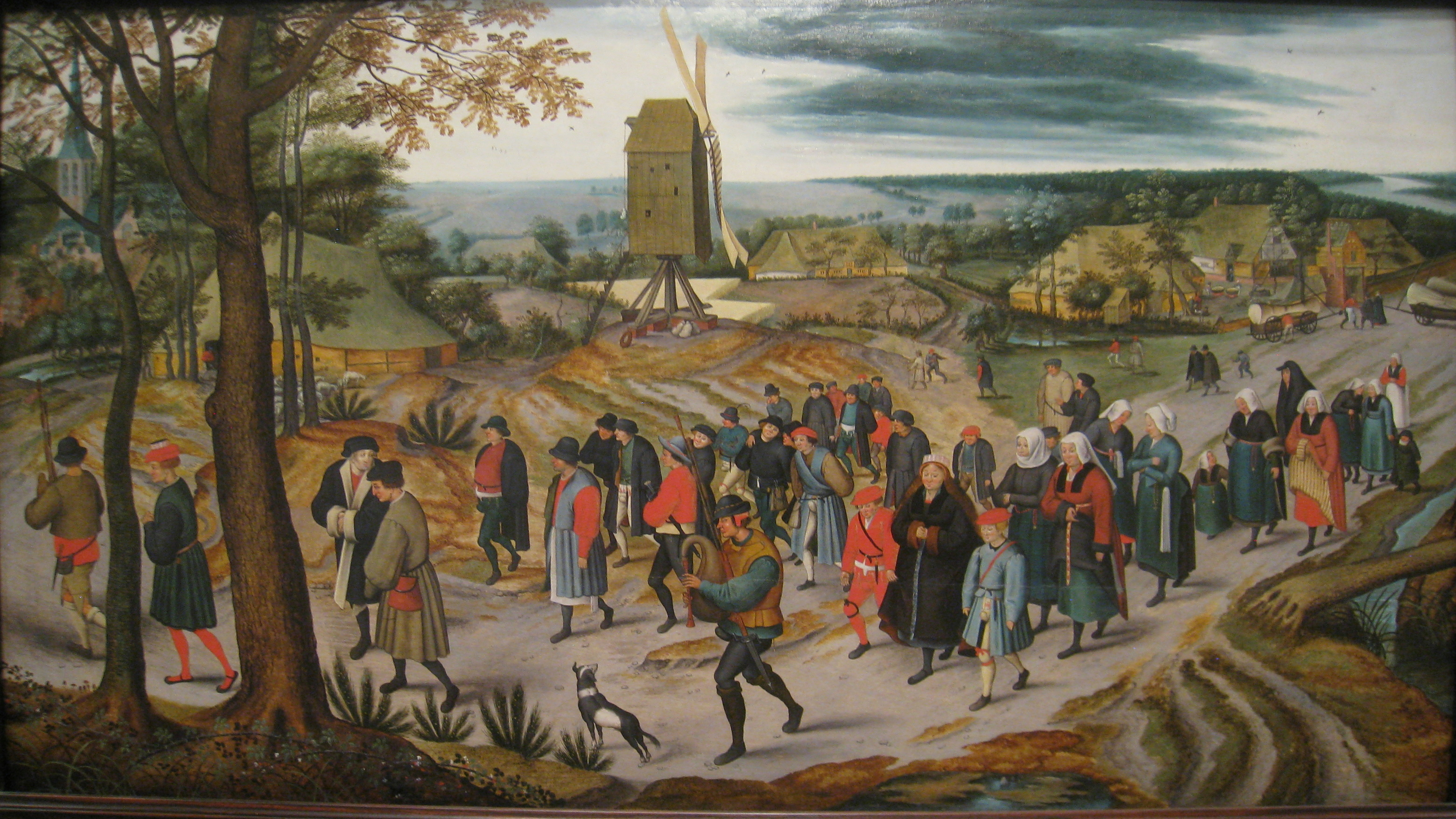
De huwelijksstoet, Pieter Brueghel de Jonge(1564-1637)

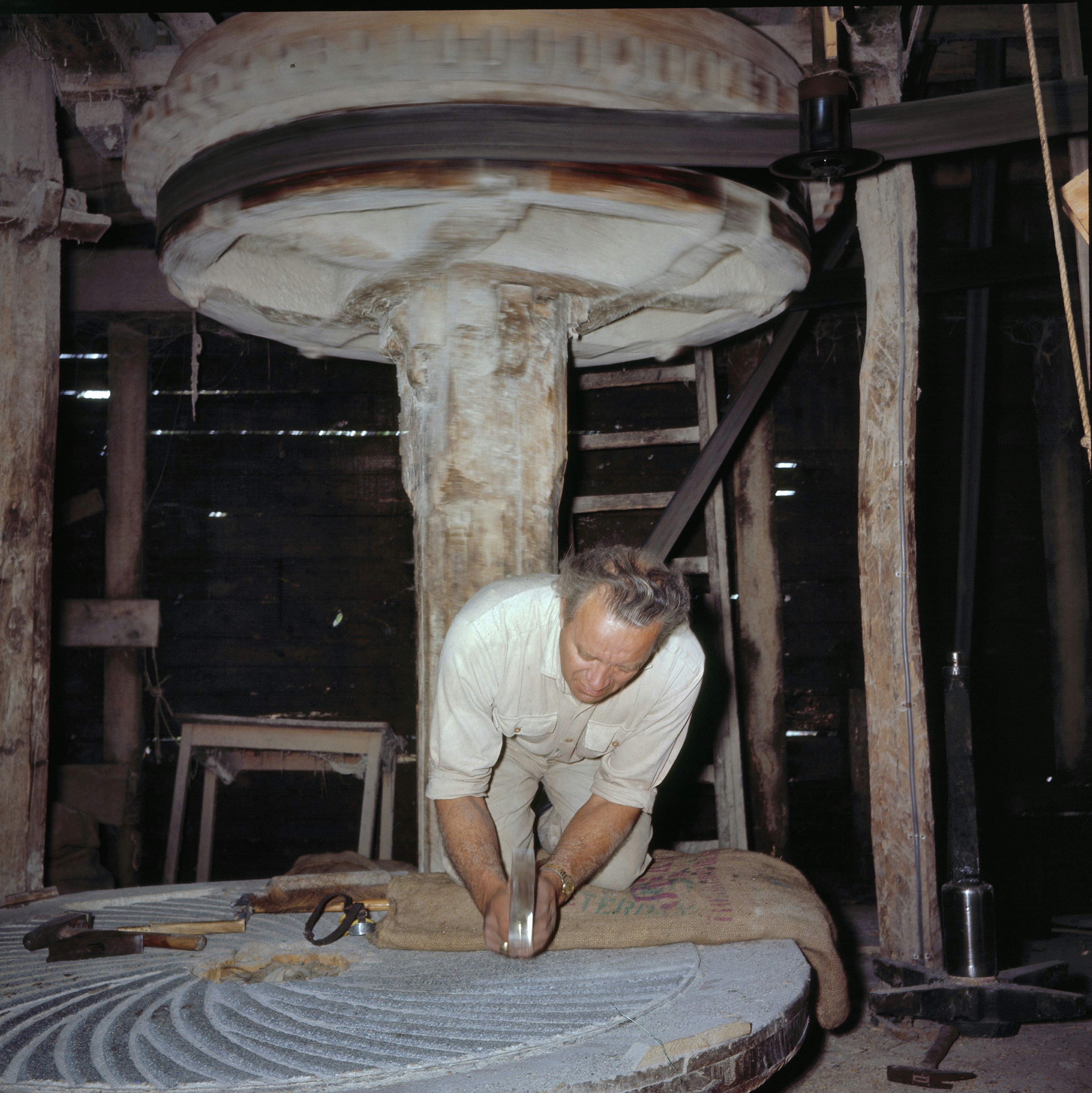
Molenaar scherpt de maalsteen

Orinx (op verschillende manieren gespeld; ook als Orins, Oriens, Hoerix, Oerenx, Oerens, Orinckx, Orincx, Orincxs, Orings, Aurinx, Orens, Orrens, Oreins, Orains, Orenge) (1200-1903) vormt een eeuwenoud geslacht van molenaars in het Pajottenland, Henegouwen, Oost-Vlaanderen en Waals-Brabant.

## Betekenis van de familienaam

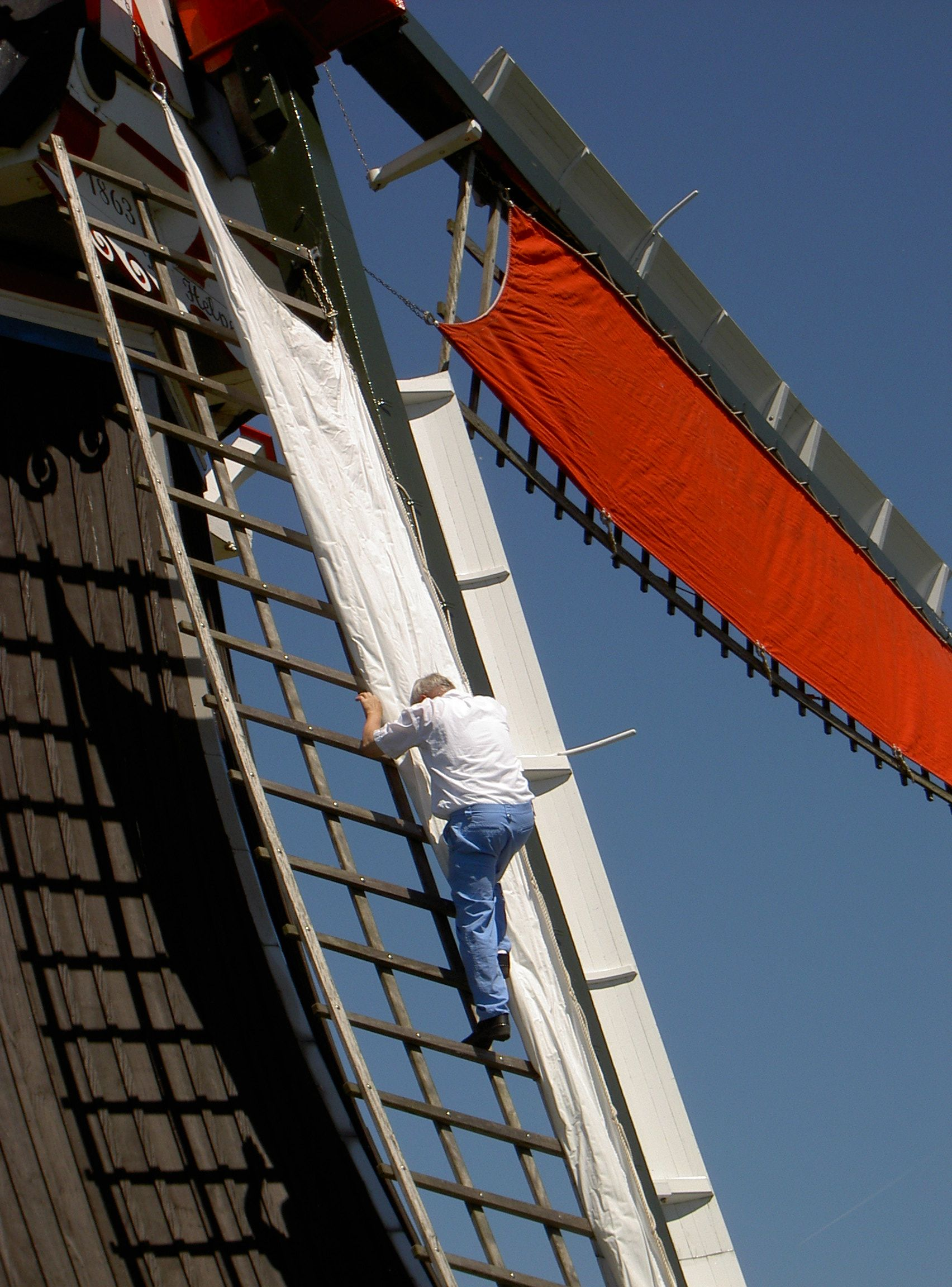
Molenaar bevestigt zeilen op de wieken

Volgens Dr. Jozef Van Overstraeten (1896-1986), erevoorzitter van de Vlaamse Toeristenbond-Vlaamse Automobilistenbond is de meest waarschijnlijke verklaring het Middelnederlandse woord "oorrinc", dit wil zeggen oorring. Dit zou de bijnaam zijn van iemand die een opvallende oorring droeg of die oorringen maakte. Minder kans is er voor een verminking van het Middelnederlandse "horic", dit wil zeggen hoek, namelijk een afgelegen woonplaats van het dorp. Er is een familienaam Hoorickx = Van Hoorick. De x op het einde van de naam is een afstammingsletter: zoon van Orinc. Dr. Frans Debrabandere, secretaris-generaal Koninklijke Commissie voor Toponymie en Dialectologie, houdt het bij de verklaring plaatsnaam "horik of "hoek".

## Schrijfwijzen
De naam Orinx wordt op verschillende manieren geschreven. De oorzaken daarvan zijn:
- De lage alfabetiseringsgraad[6] bij de toenmalige bevolking. Weinig mensen konden lezen en nog minder konden schrijven. Algemene leerplicht werd in België pas in 1914 ingevoerd.
- Het gebruik van dialecten.
- Het gebruik van het Frans, Waals in een ander landsgedeelte waardoor dezelfde naam anders werd uitgesproken. De naam Orinx verbasterde daardoor naar Oreins.

Ten gevolge van de inlijving van België in de Franse Republiek in 1795 werd hier ook de burgerlijke stand ingevoerd met onder meer geboorteregisters. Voordien bestonden er alleen de parochieregisters: doop, huwelijk, begrafenis. De borelingen moesten bij de geboorte letterlijk aan de bestuurders worden getoond. Veel mensen konden de naam alleen zeggen, maar nog niet schrijven, omdat er veel ongeletterd waren. Naargelang het geval moest dan de pastoor of de ambtenaar bepalen hoe de naam het beste kon worden geschreven.
De verwarring tussen de verschillende schrijfwijzen gebeurde bij onder anderen Simon Orinx (Herfelingen, 27 oktober 1757 -Asse (Vlaams-Brabant), 24 mei 1820). Op het einde van de 18e eeuw verhuisde Simon van Herfelingen (in het zuiden van het Pajottenland) meer naar het noorden naar Asse waar hij molenaar werd op de Watermolen van Asbeek. Het eerste kind van Simon werd geregistreerd als Anne-Marie Orickx (17 april 1797) Hijzelf tekende met een kruisje, zoals gewoonlijk was bij analfabeten. Het tweede kind werd ingeschreven met de naam Antoinette Orix (22 april 1799) en Simon tekende Orinx, maar in een stuntelig omgekeerd schrift. In 1808 werd onder het Nederlandse bewind de naam van Antoinette Orix veranderd in Orinx, dit ingevolge een arrest van de Raad van State in België, die aldus de fout in de spelling van de naam rechtzette. Het derde kind kreeg de naam Jeanne Orickx (21 juni 1801). Simon hield het bij Orinx. Het vierde kind werd Jeanne-Petronelle Orikcx (21 juni 1802), maar stierf als ze 10 amper tien jaar oud was. De volgende kinderen Petronille, Jean en Felix kregen de familienaam Orinx.
Aktedatum 22-01-1834 Het laatste kind werd Joannes Alexander Orincx.

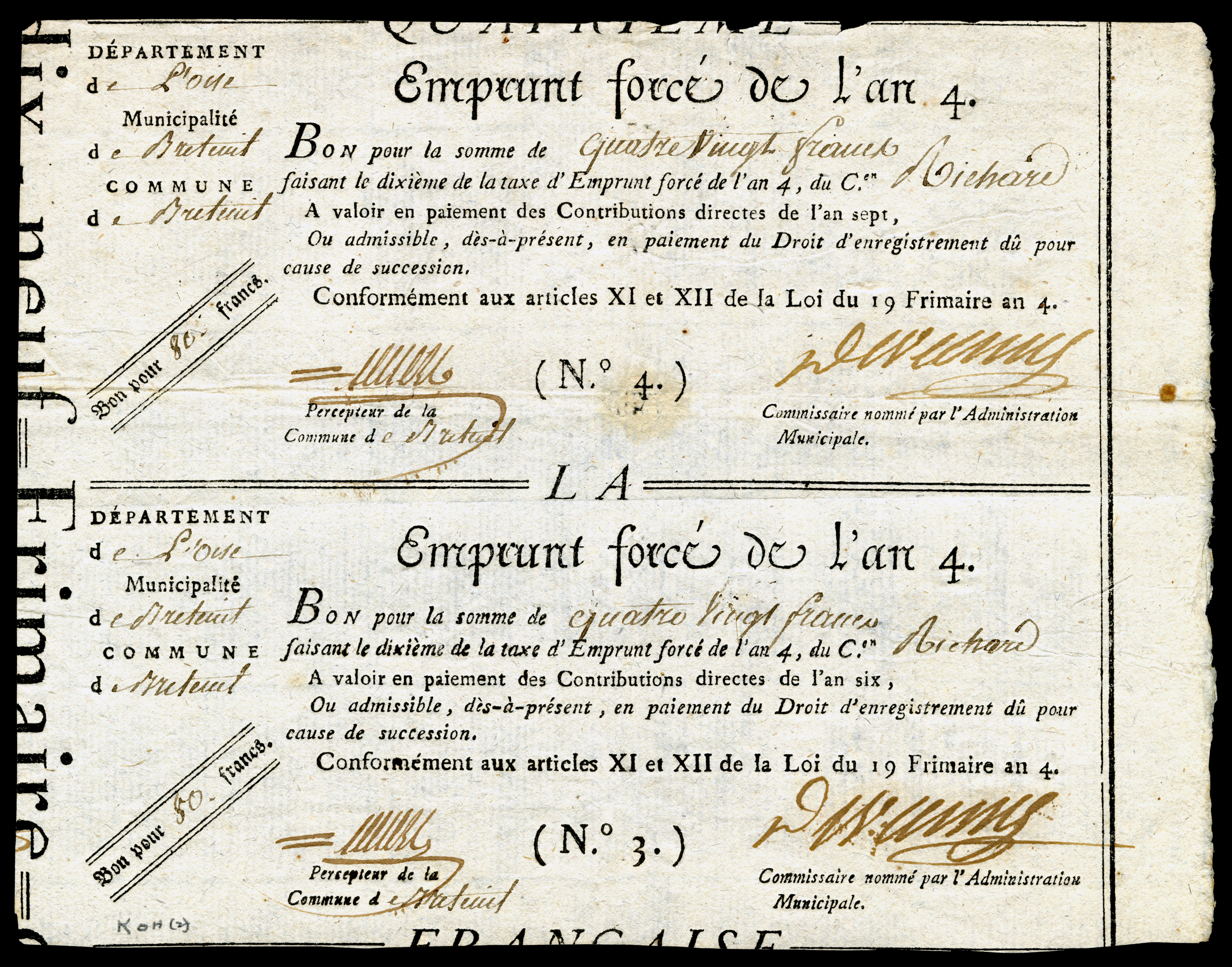
Gedwongen lening jaar 4

In het jaar 4 van de Franse republikeinse kalender (1795) werden de vermogenden van elke gemeente gedwongen een bepaald bedrag aan het Franse bestuur te lenen, dit volgens de grootte van hun geschatte fortuin. Dit bedrag moest betaald worden in baar geld (goud of zilverstukken). Een terugbetaling hebben ze nooit gekregen. In Asse stond notaris P.J. Van Innis op kop van de lijst, op plaats 36 dokter P. Van Overloop, Simon Orinx op plaats 47 en pastoor J. Van der Saecken op 54.

## Verspreiding volgens de schrijfwijze
Er zijn verschillende schrijfwijzen die voorkomen in het Belgisch rijksregister gedurende het jaar 2008:
| Schrijfwijze | Totaal | Gemeente (stad) met grootst aantal | Tweede grootst aantal |
| ------------ | ------ | ---------------------------------- | --------------------- |
| Orinx        | 75     | Asse                               | Brussel-Hoofdstad     |
| Orins        | 36     | Maarkedal                          | Kluisbergen           |
| Orincx       | 1      | Asse                               |                       |
| Horrix       | 40     | Maasmechelen                       |                       |
| Horinckx     | 21     | Brussel-hoofdstad                  | Assenede              |
| Horicx       | 14     | Opwijk                             | Merchtem              |
| Horicks      | 6      | Brussel-hoofdstad                  | Waver                 |
| Hoorickx     | 21     | Brussel-hoofdstad                  | Assenede              |
| Oreins       | 35     | Dour                               | Waver                 |
| Orens        | 73     | Antwerpen                          | Beringen              |

In de 18e eeuw waren er in het Henegouwse een aantal personen met de naam Orenge en zelfs Orange. De Orinxs in Brussel-hoofdstad zijn grotendeels ingeweken Pajotten.

## Verspreiding van de molens waar een molenaar van de familie actief was
De oudste molenaars Orins/Orinx , over wie gegevens bestaan waren actief in de gemeente Hove (Henegouwen). Zij verspreidden zich vervolgens voornamelijk naar het zuidelijk deel van het Pajottenland, het noordelijk Pajottenland naar Oost-Vlaanderen, Waals-Brabant en Henegouwen
De molenaars waren actief als eigenaar of pachter. In het Ancien régime (Feodalisme) behoorde het windrecht en het stuwrecht (waterrecht) enkel aan de landheren en de geestelijke instellingen. Pas na de Franse revolutie konden gewone (bemiddelde) burgers wind- en watermolens oprichten.

### Henegouwen
De oudste vermeldingen van molenaars van de stam Orinx situeren zich in het Edingse. Eris reeds spraak van een Jan Hoerix die ca 1465 molenaar was in Hove.
| Waals Gewest · provincie Henegouwen | Molen                                               | Bestaande/Verdwenen | Periode   | Molenaar        |
| ----------------------------------- | --------------------------------------------------- | ------------------- | --------- | --------------- |
| Cambron-Saint-Vincent Lens (België) | Moulin du Châpitre Saint Vincent, verdwenen.(water) |                     | ca. 1688  | Paul Orins      |
| Chièvres                            | Watermolen van Neuville                             | bestaand            | ca. 1720  | Pierre Orins    |
| Edingen                             | ?                                                   |                     | ca. 1680  | Francis Orinckx |
| Edingen                             | ?                                                   |                     | ca. 1750  | J.F. Orins      |
| Gibecq (Ath)                        | Molen van Gibecq (wind)                             | verdwenen           | ca. 1818  | J. Th. Orins    |
| Hove (Hoves) (Opzullik) (Silly)     | Molen van Hoves (wind)                              | Verdwenen           | ca. 1465  | J. Hoerix       |
| Hove                                | Molen van Hoves (wind)                              | verdwenen           | ca. 1674  | Jean Orins      |
| Hove                                | Molen van Hoves(wind)                               | verdwenen           | ca. 1750  | J. B. Orins     |
| Naast (Zinnik                       | Moulin de Naastwind                                 | verdwenen           | ca. 1650  | P. Orins        |
| Lessines                            | Watermolen                                          |                     | 1770      | H.P. Orins      |
| Silly                               | Moulin du Prince (wind)                             | verdwenen           | 1658      | Paul Orins      |
| Twee-Akren (Lessen) en Gibecq (Ath) | ?                                                   |                     | 1794-1855 | J.B. Orins      |
| Zullik (Bassilly)                   | Moulin du Chêne St.Christophe(wind)                 | verdwenen           | 1635-1654 | Paul Orincx     |

### Pajottenland
| Pajottenland                   | Molen                        | Bestaande/Verdwenen | Periode         | Molenaar                                                                         |  |
| ------------------------------ | ---------------------------- | ------------------- | --------------- | -------------------------------------------------------------------------------- |  |
| Asse                           | molen van Asbeek (water)     | bestaand            | 1820            | Simon Orinx (Herfelingen 1757 - Asse 1820)}                                      |  |
| Beert (Pepingen)               | Kattenholmolen (wind)        | verdwenen           | 1725 - 1771     | Jan-Baptist Orins (Tollembeek 1725 - Beert 1771).                                |  |
| Beert (Pepingen)               | Kattenholmolen               |                     | 1769 - 1825     | Nicolas Joseph Orins (Beert 1769 - Beert 1827).                                  |  |
| Beert (Pepingen)               | Kattenholmolen               |                     | 1796 - 1832     | Jean Antoine Orins (Beert 1796 - Sint-Pieters-Leeuw 1832)                        |  |
| Bellingen (Pepingen)           | Watermolen van Bellingen     | verdwenen           | 1818            | Joannes-Baptista Orincx (Herfelingen 1878 - Lettelingen 1851)                    |  |
| Bever                          | molen van Broek (wind)       | verdwenen           | 1650            | Paul Orins (? - Herne? <1746                                                     |  |
| Elingen (Pepingen)             | Zwarte molen (wind)          | bestaand            | 1842-1846       | Jan-Baptist Orins (Pepingen 1801 - Halle 1859)                                   |  |
| Heikruis (Pepingen)            | Watermolen Ter Rijst         | verdwenen           | 1690 -1745      | Jan-Baptist Orins (Lettelingen 1681 - Herfelingen 1745)                          |  |
| Heikruis                       | Watermolen ter Rijst         |                     | ca. 1850        | Petrus Orincxs (Herfelingen 1768 - Heikruis 1848)                                |  |
| Herfelingen (Herne)            | molen van Ter Rijst (wind)   | verdwenen           | einde 19e eeuw  | Josephus Orins (Herfelingen 1853 - Pepingen 1905)                                |  |
| Herfelingen (Herne)            | ?                            |                     | ca. 1770        | Pierre Orinx (Herfelingen 1720 - Herfelingen 1792)                               |  |
| Herfelingen (Herne)            | ?                            |                     | ca. 1801        | Andreas Orincx (Herfelingen 1756 - Oudenaken 1828)                               |  |
| Herne                          | Boesmolen (water)            | bestaand            | ca. 1630        | Adrien Orins (Herne ca. 1630).                                                   |  |
| Herne                          | Boesmolen                    |                     | ca. 1635        | Paul Orins (Herne ? - Herne <1746)                                               |  |
| Herne                          | Buitenmolen (wind)           | verdwenen           | 1750- 1773      | Joannes Franciscus Orins (Tollembeek 1769 - Herne 1845)                          |  |
| Herne                          | Breemmolen (wind)            | verdwenen           | 1862- 1872      | Nicolas Joseph Orins (Herne 1815 - Herne 1883) Bouwer van de Breemmolen in 1862. |  |
| Herne                          | Moleken Teveel (wind)        | verdwenen           | ca. 1834        | Joannes Franciscus Orins (Tollembeek 1796 - Herne 1845)                          |  |
| Herne                          | "                            |                     | ca. 1805        | Thomas Franciscus Orins (Herne 1805 - Herne <1879)                               |  |
| Herne                          | "                            |                     | 1840            | Nicolas Joseph Orins (Herne 1815 - Herne 1883)                                   |  |
| Herne                          | "                            |                     | 1845            | Bernard Orins (Herne 1821 - ?)                                                   |  |
| Herne                          | Hernemolen (water)           | bestaand            | ca. 1834        | Joannes Orins, Thomas Orins, Nicolas Orins, Bernard Orins.                       |  |
| Kester                         | Tombergmolen (wind)          | verdwenen           | ca. 1730        | Arent Oirins ca 1730                                                             |  |
| Oudenaken (Sint-Pieters-Leeuw) | Orinsmolen (wind)            | verdwenen           | 1756-182        | Andreas Orincxs (Herfelingen 1756 - Oudenaken 1828)                              |  |
| Oudenaken (Sint-Pieters-Leeuw) | "                            |                     | 1801            | Jan-Baptist Horinckx (1801 Pepingen - Halle 1859)                                |  |
| Oudenaken (Sint-Pieters-Leeuw) | "                            |                     | 1803 -1883      | Carolus-Ludovicus Orincx (Oudenaken 1803 - Oudenaken 1883)                       |  |
| Oudenaken (Sint-Pieters-Leeuw) | "                            |                     | 1841 -1908      | Jean-Baptiste-Adolphe Orins (Oudenaken 1841 - Oudenaken 1908)                    |  |
| Oudenaken (Sint-Pieters-Leeuw) | "                            |                     | 1842            | Eugene Orins (Oudenaken 1842 -?)                                                 |  |
| Pepingen                       | Molen van Beringen (water)   | verdwenen           | 1843            | Joannes Baptista Orins ( ca 1843)                                                |  |
| Sint-Pieters-Kapelle (Herne)   | Oude Molen(wind)             | verdwenen           | 17e en 18e eeuw | Orins                                                                            |  |
| Sint-Pieters-Leeuw             | Molen van Rukkelingen (wind) | verdwenen           | <1834           | Jan-Antoon Orins (Beert 1796 - Sint-Pieters-Leeuw 1832)                          |  |
| Tollembeek (Galmaarden))       | Heroutmolen (wind)           | verdwenen           | <1829           | (Joannes) Theodorius Orins (Tollembeek 1778 - Tollembeek 1857)                   |  |
| Tollembeek (Galmaarden)        | Heetveldemolen(water)        | bestaand            |                 | Johannes) Theodorius Orins (Tollembeek 1778 -Tollembeek 1857)                    |  |
| Tollembeek (Galmaarden)        | ?                            |                     | 1718            | Arnold Orinx.                                                                    |  |
| Tollembeek (Galmaarden)        | ?                            |                     | ca. 1700        | Joannes Antonius Orins                                                           |  |
| Tollembeek(Galmaarden)         | ?                            |                     | ca. 1722        | J.B. Orinx                                                                       |  |
| Vollezele (Galmaarden)         | ?                            |                     | ca. 1862        | .. Orins- Vandemijnsbrugge                                                       |  |

### Waals-Brabant
| Waals Gewest · provincie Waals-Brabant | Molen              | Bestaande/Verdwenen | Periode | Molenaar    |
| -------------------------------------- | ------------------ | ------------------- | ------- | ----------- |
| Monstreux (Nijvel)(Nivelles)           | Le Stordoir(water) | verdwenen           | 1778    | P.J. Oreins |
| Neufvilles (Zinnik)                    | ?                  | verdwenen           | 1756    | P. Orins    |
| Thines                                 | ?                  |                     | 1840    | H. Orins    |

### Oost-Vlaanderen
Op 11 februari 1794 wordt Jan-Baptist Orins geboren in de Henegouwse gemeente Twee-Akren, gelegen aan de Dender en grenzend aan de Oost-Vlaamse stad Geraardsbergen. Zijn grootvader Judocus Orinx was molenaar op de Heetveldemolen te Tollembeek. In 1817 huwt hij op 23-jarige leeftijd met Lucia De Bilde uit de Oost-Vlaamse gemeente Opbrakel, zij is een jaartje jonger dan Jan-Baptist. Hij vestigt zich als molenaar in Schorisse en ligt daardoor aan de basis van de molenaars Orins in Vlaamse Ardennen.
| Vlaams Gewest · provincie Oost-Vlaanderen | Molen                                         | Bestaande/Verdwenen | Periode   | Molenaar                                                        |
| ----------------------------------------- | --------------------------------------------- | ------------------- | --------- | --------------------------------------------------------------- |
| Neigem                                    | Neigemmolen                                   | bestaand            | 1690-1748 | Jacobus Philipus Oriens (Neigem 1690-Neigem 1748)               |
| Schorisse (Maarkedal)                     | Molen Orins (Rizoimolen, Bos Ter Rijst)(wind) | verdwenen           | 1824-1871 | Jan-Baptist I Orins (Twee-Akren 1791- Schorisse 1871)           |
| Schorisse (Maarkedal)                     | "                                             |                     |           | J.B II. Orins (Sint-Lievens-Esse 1835-Schorisse 1908)           |
| Schorisse (Maarkedal)                     | "                                             |                     |           | Petrus Orins (Schorisse 1873-Schorisse 1946)                    |
| Schorisse (Maarkedal)                     | "                                             |                     | 1944      | René Orins                                                      |
| Schorisse (Maarkedal)                     | "                                             |                     | 1975-1980 | Robert Jaak Orins                                               |
| Sint-Lievens-Esse (Herzele)               | Biezelenbergmolen (Koperenmolen) (wind)       | verdwenen           | 1824      | J.B.I Orins                                                     |
| Sint-Lievens-Esse (Herzele)               | "                                             |                     | 1855      | Theodoor Orins(Gibecq 1818-?)                                   |
| Sint-Lievens-Esse (Herzele)               | "                                             |                     | 1833-1873 | Leopold Orins( Sint-Lievens-Esse 1833 - Sint-Lievens-Esse 1873) |
| Sint-Maria-Horebeke (Horebeke)            | Plankeveldmolen(wind)                         | bestaand            | 1869      | Hubert Orins                                                    |
| Viane (Geraardsbergen)                    | Molen Mertens (water)                         | bestaand            | 1810      | Th. Orins                                                       |
| Viane (Geraardsbergen)                    | Molen op de Kasteelberg (wind)                | verdwenen           | 1810      | Th. Orins                                                       |

## Galerij

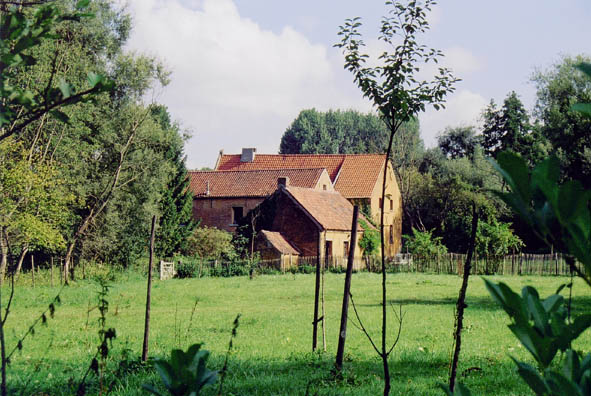
Molen van Asbeek, Asse. Simon Orinx (1757-1820) was hier molenaar. Hij is de voorvader van de huidige Orinx in Asse.
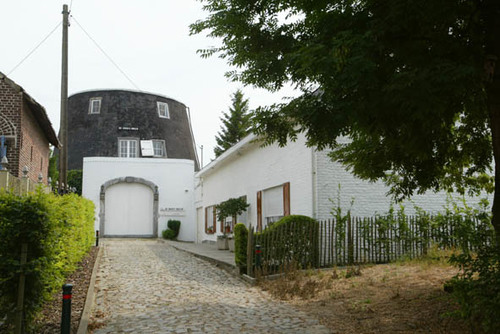
De Zwarte molen en het voormalig molenhuis, Elingen.
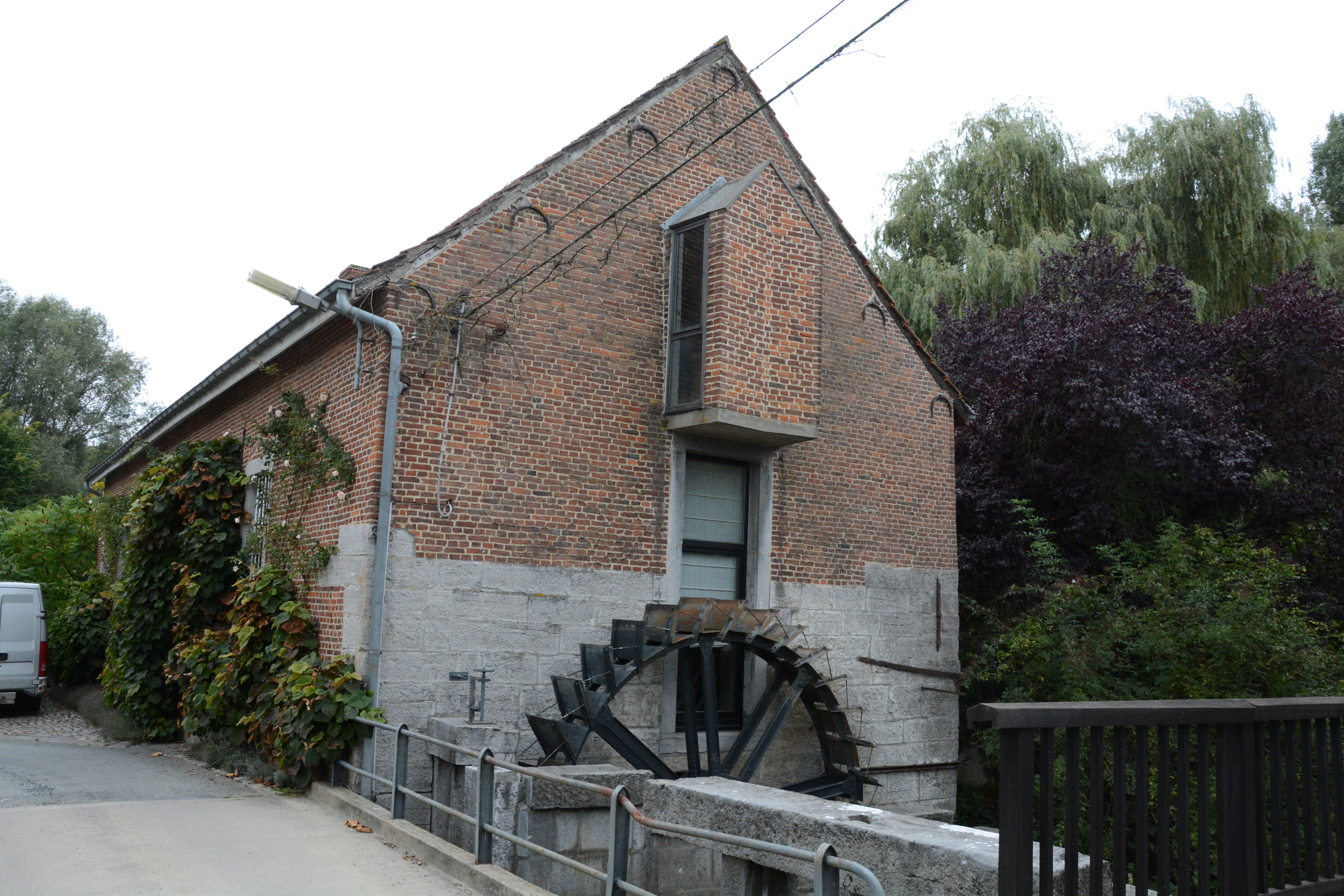
Boesmolen, Herne.
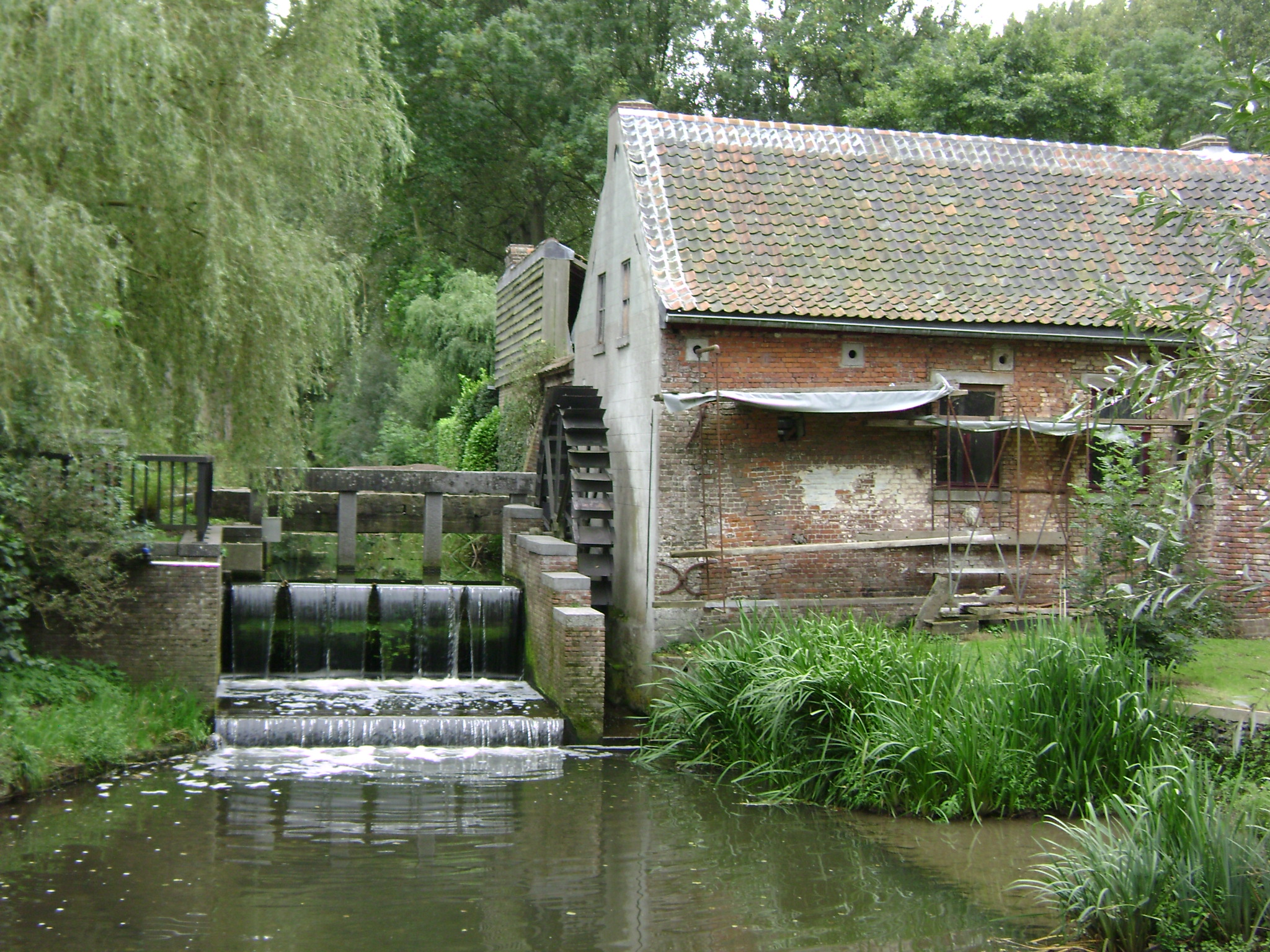
St.Waltrudis- of Hernemolen, Herne.
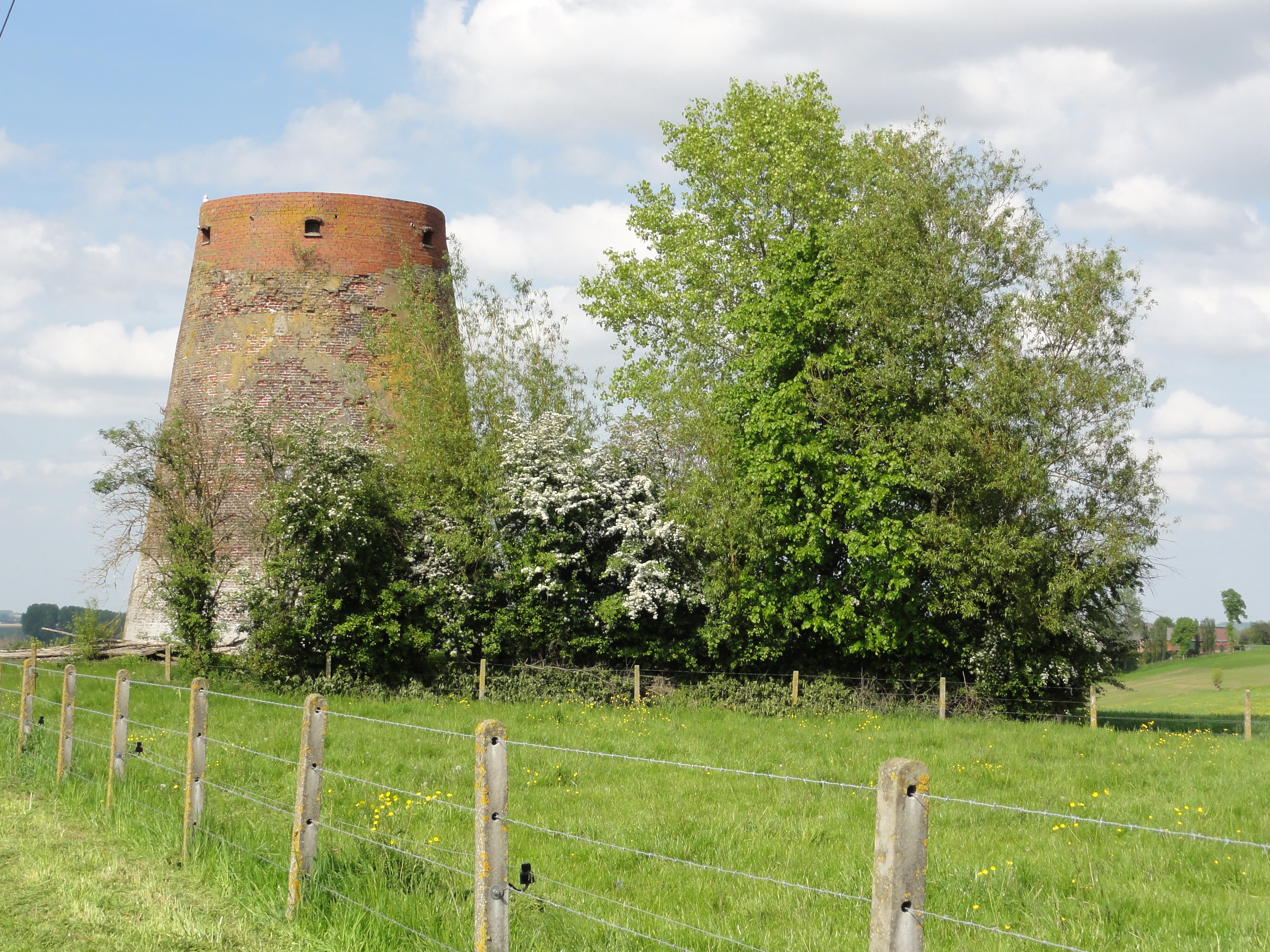
Molen van Plankenveld, Sint-Maria-Horebeke.
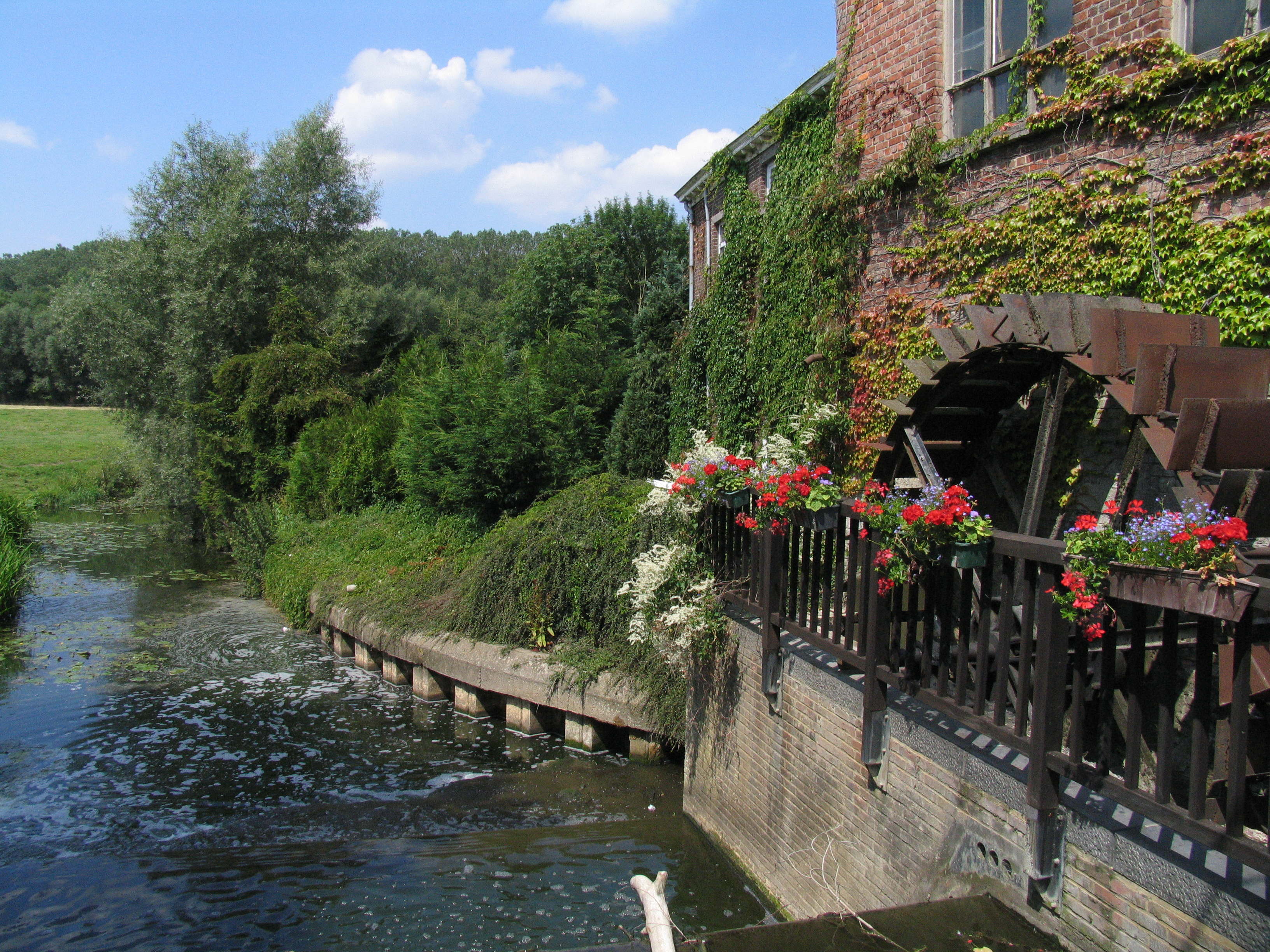
Heetveldemolen, Tollembeek.
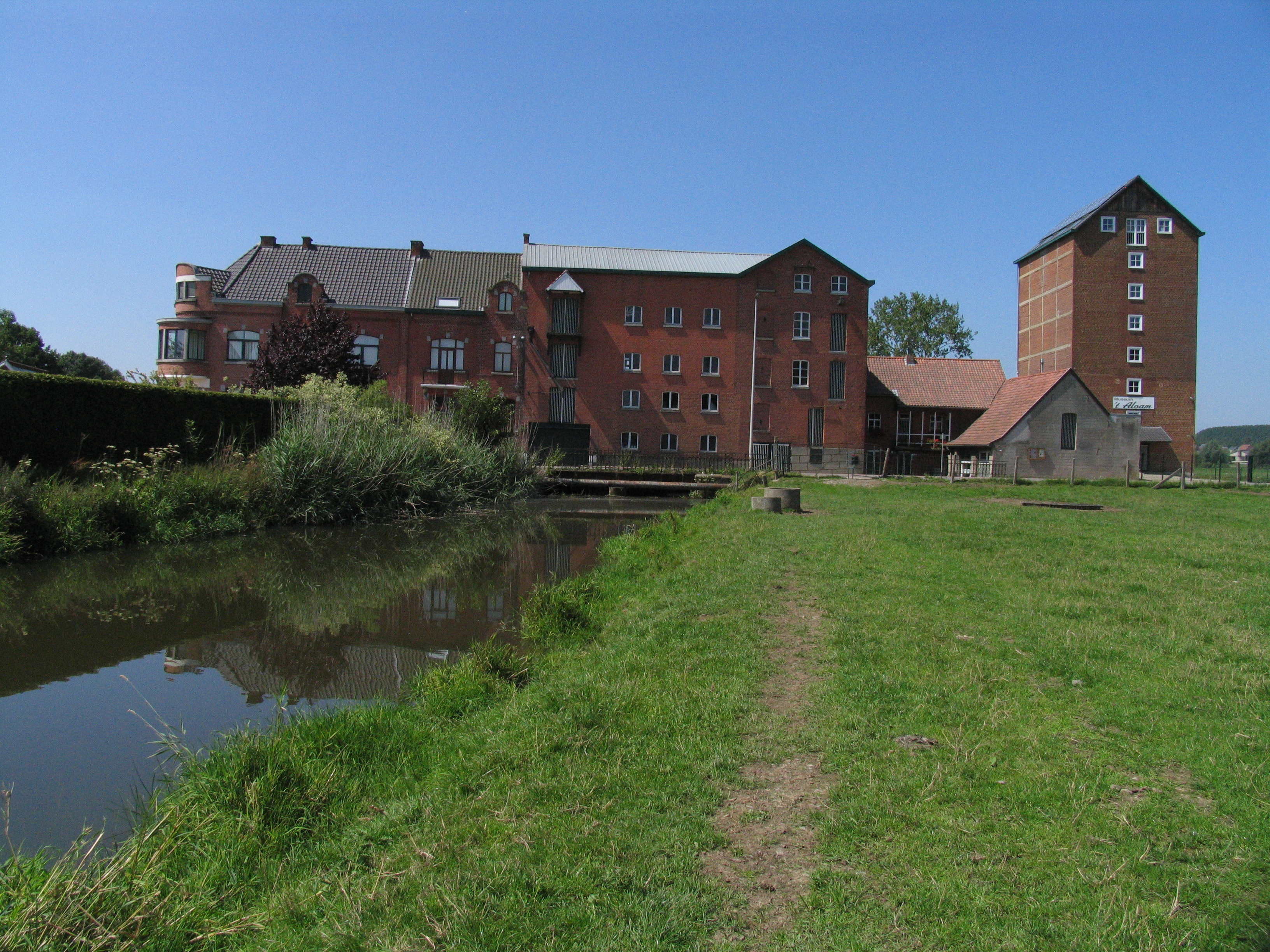
Mertensmolen in Viane.

## Aanverwante molenaars
Molenaars leerden doorgaans het vak van vader op zoon. Wel was iedere molenaar niet in de mogelijkheid om al zijn zonen werk te geven. Andere molenaars waren dan bereid om ze aan te werven vermits ze toch een minimale kennis hadden van het vak, waarbij ze gelegenheid hadden om kennis te maken met de dochters. Het gevolg hiervan was dat er nogal wat huwelijken afgesloten werden tussen molenaarsfamilies. Een opmerkelijk voorbeeld gebeurde in de 18e eeuw tussen de molenaars Orinx en de eveneens prominente molenaars Van Lierde. In 1711 huwde Jacobus Orins, molenaar te Neigem met Elisabeth Van Lierde, hun dochter Catharina Orins huwt in 1754 met Michiel Van Lierde eerst molenaar van de molen van Terhagen in Gooik en later van de molen van Opalfene in Ternat.
Hieronder een lijstje van molenaars die verwant waren met de familie Orinx-Orins.

### Pajottenland en aangrenzende gemeenten
| Naam                | molen                          | gemeente           | verwantschap | met                 | jaar      |
| ------------------- | ------------------------------ | ------------------ | ------------ | ------------------- | --------- |
| Mahie C.            | Koereitmolen (wind)(verdwenen) | Asse (Koereit,94)  | oom          | Ludo Orincx         | 1890      |
| Van Overstraeten A. | ?                              | Asse               | echtgenoot   | Johanna Orins       | 1892      |
| Van Horenbeeck H.   | ? 4e sectie 97                 | Asse               | echtgenoot   | Antonia Orinx       | 1828      |
| Walraevens N.       | Kattenholmolen (wind)          | Beert              | schoonvader  | J.B.Orincx          | <1768     |
| Nerinckx J.B.       | Kattenholmolen                 | Beert              | echtgenoot   | Catharina Orins     | 1833      |
| Schoonheyt J.       | Kattenholmolen                 | Beert              | schoonbroer  | Joannes A. Orinx    | 1725      |
| Schoonheyt L.       | Kattenholmolen                 | Beert              | schoonvader  | Joannes A. Orinx    | 1690      |
| Van Overstraeten G. |                                | Elingen            | schoonvader  | Joanna Orins        | 1860      |
| Van Lierde M.       | Terhagenmolen (Gooik)          | Gooik              | echtgenoot   | Catharina Oriens    | 1754      |
| Thiels M.           | Buitenmolen (wind)             | Herne              | echtgenoot   | Orins               | 1846      |
| Van Lierde J.B.     | Tombergmolen(wind)             | Kester             | schoonvader  | Carolus L. Orins    | 1773-1835 |
| Van Ingelgem J.F.   | Schaapheuzel(wi)               | Mazenzele (Opwijk) | schoonvader  | Eugenius L. Orincx  | 1880      |
| Goossens J.         | Tombergmolen(wi)               | St.Martens-Lennik  | schoonvader  | Franciscus L. Orins | 1903      |
| Van Cutsem C.       | Molen van Rukkelingen (wind)   | St.Pieters-Leeuw   | echtgenoot   | Catharina Orins     | 1825-1849 |
| Vincart A.          | Molen van Rukkelingen          | St.Pieters-Leeuw   | echtgenoot   | Maria Orins         | 1853      |
| Mangelschots P.     | Molen van Rukkelingen          | St.Pieters-Leeuw   | stiefvader   | Maria Orins         | 1838      |
| Van Lierde D.       |                                | St.Pieters-Leeuw   | schoonbroer  | Maria Orins         | 1853      |
| Van Dalem J.        | Koutermolen (wind)             | Schepdaal          | echtgenoot   | Maria Orins         | 1808      |
| De Vroede J.        | ?                              | Tollembeek         | schoonvader  | Arnold Orins        | ca. 1680  |

### Oost-Vlaanderen
| Naam          | molen             | gemeente      | verwantschap | met        | jaar      |
| ------------- | ----------------- | ------------- | ------------ | ---------- | --------- |
| F. Van Lierde | ?                 | Denderwindeke | schoonvader  | J.B. Orinx | † 1747    |
| J. De Bilde   | Rizoimolen (wind) | Schorisse     | schoonbroer  | J.B. Orins | 1847-1856 |
| E. De Bilde   | Rizoimolen        | Schorisse     | schoonbroer  | J.B. Orins | 1847-1856 |

### Waals-Brabant
| Naam          | molen                       | gemeente               | verwantschap   | met                    | jaar      |
| ------------- | --------------------------- | ---------------------- | -------------- | ---------------------- | --------- |
| Waals-Brabant |                             |                        |                |                        |           |
| J.F. Wyvekens | Molens van Arenberg (water) | Rebecq-Rognon (Rebecq) | zoon/kleinzoon | A.M.Orins/Arnold Orins | 1692-1773 |

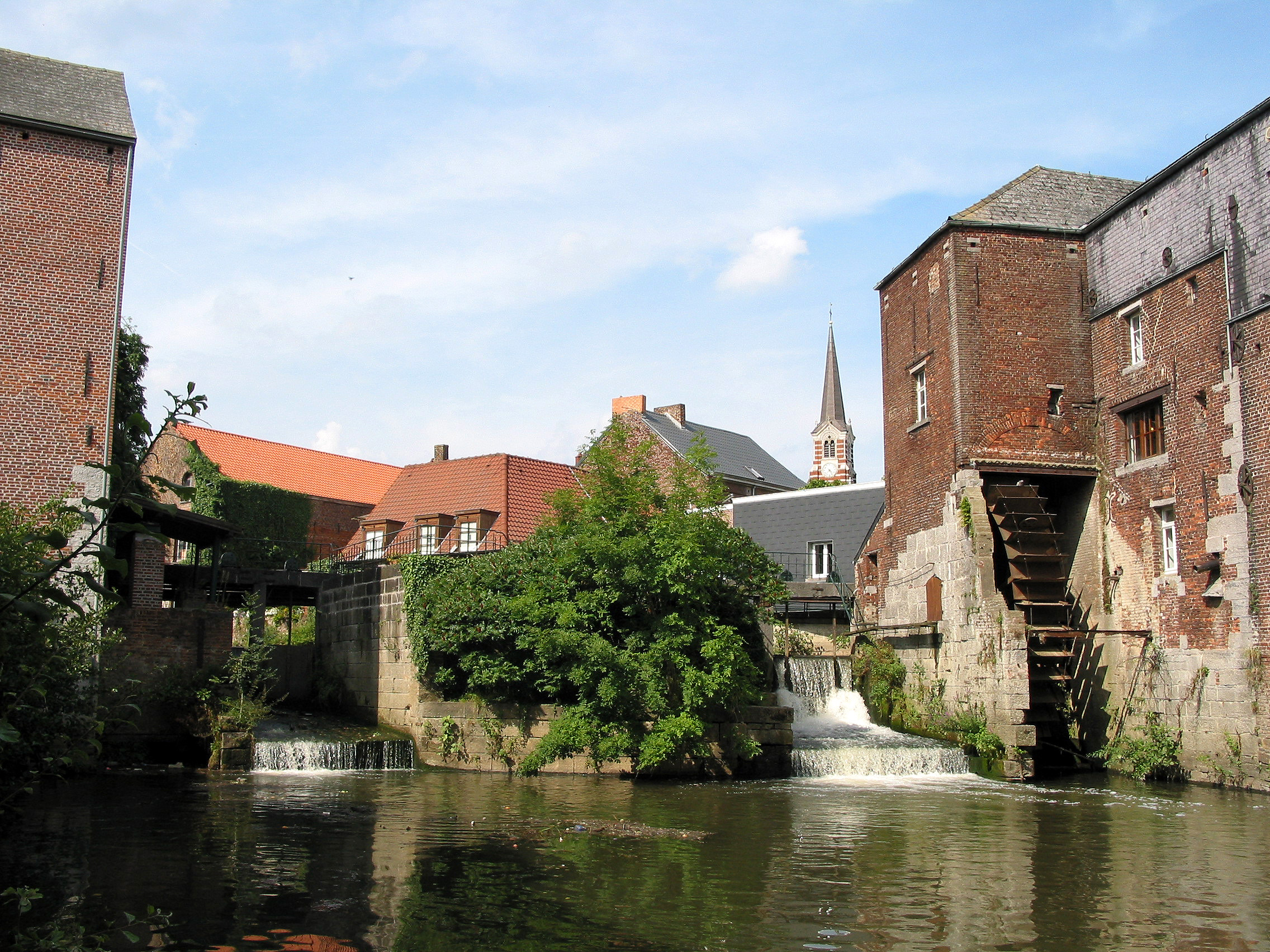
Molens van Arenberg.JPG02

De molen, reeds bestaande sinds 1347 op de Zenne, kwam in de 17de eeuw samen met het prinsdom Rebecq in het bezit van de hertogen van Arenberg. De hertogen hadden de gewoonte de molen om de zes jaar te verhuren aan de meestbiedende. In 1756 had Jean-François Wyvekens het hoogste bod gedaan. Hij was geboren in 1722 in Tollembeek. Zjjn vader Jacobus was gehuwd met Anna-Maria Orins de dochter van de Tollembeekse molenaar Arnold Orins die aan de basis lag van zowel de molenaars Orins in de streek van Asse als in de Vlaamse-Ardennen. Jean-François stelde aan de hertog voor om aan de overkant van de Zenne eveneens een molen de bouwen waarbij de hertog zou instaan voor het gebouw en Jean-François voor de inrichting: de “kleine molen”. Zo geschiedde. Gedurende meer dan een eeuw werden beide molens uitgebaat door de afstammelingen van J.F. Wyvekens. Zij werden befaamd voor de kwaliteit van hun productie. Zo kwam Henricus De Veuster (van der Vorst), de grootvader van pater Damiaan, zelfs vanuit het 60 km verre Tremelo. Constantin (1813-1887) was de laatste Wyvekens die op 1 mei 1860 een huurovereenkomst tekende.

### Henegouwen
| Naam        | molen                        | gemeente            | verwantschap | met       | jaar      |
| ----------- | ---------------------------- | ------------------- | ------------ | --------- | --------- |
| Henegouwen  |                              |                     |              |           |           |
| P. Leclercq | Moulin Lemaire (water)       | Chapelle-à-Wattines | echtgenoot   | M. Oreins | 1747-1798 |
| P. du Welz  | Molen van Horruettes (water) | Horrues (Zinnik)    | schoonbroer  | J. Oriens | 1620-1690 |

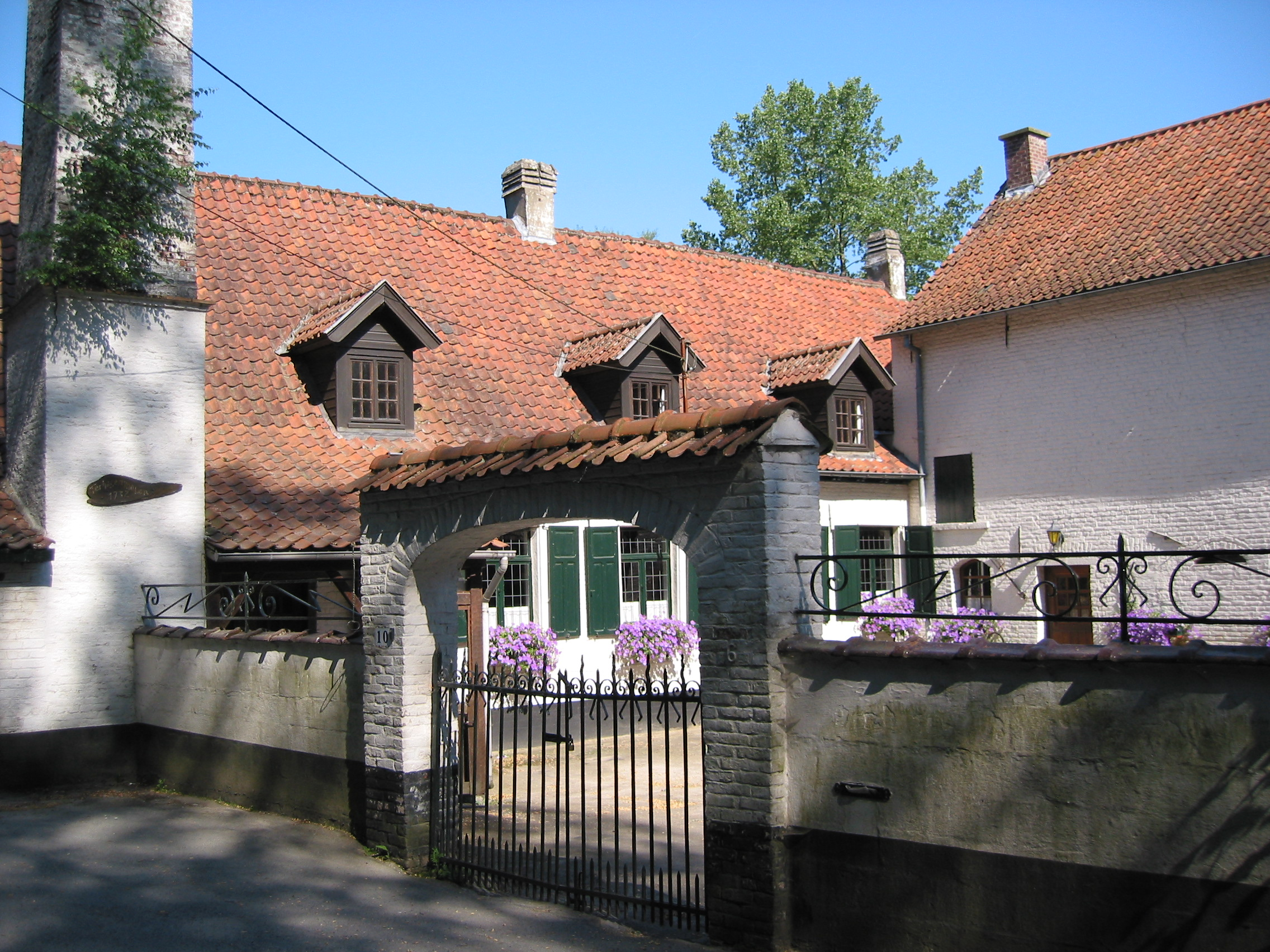
De watermolen van Terhagen, Gooik.
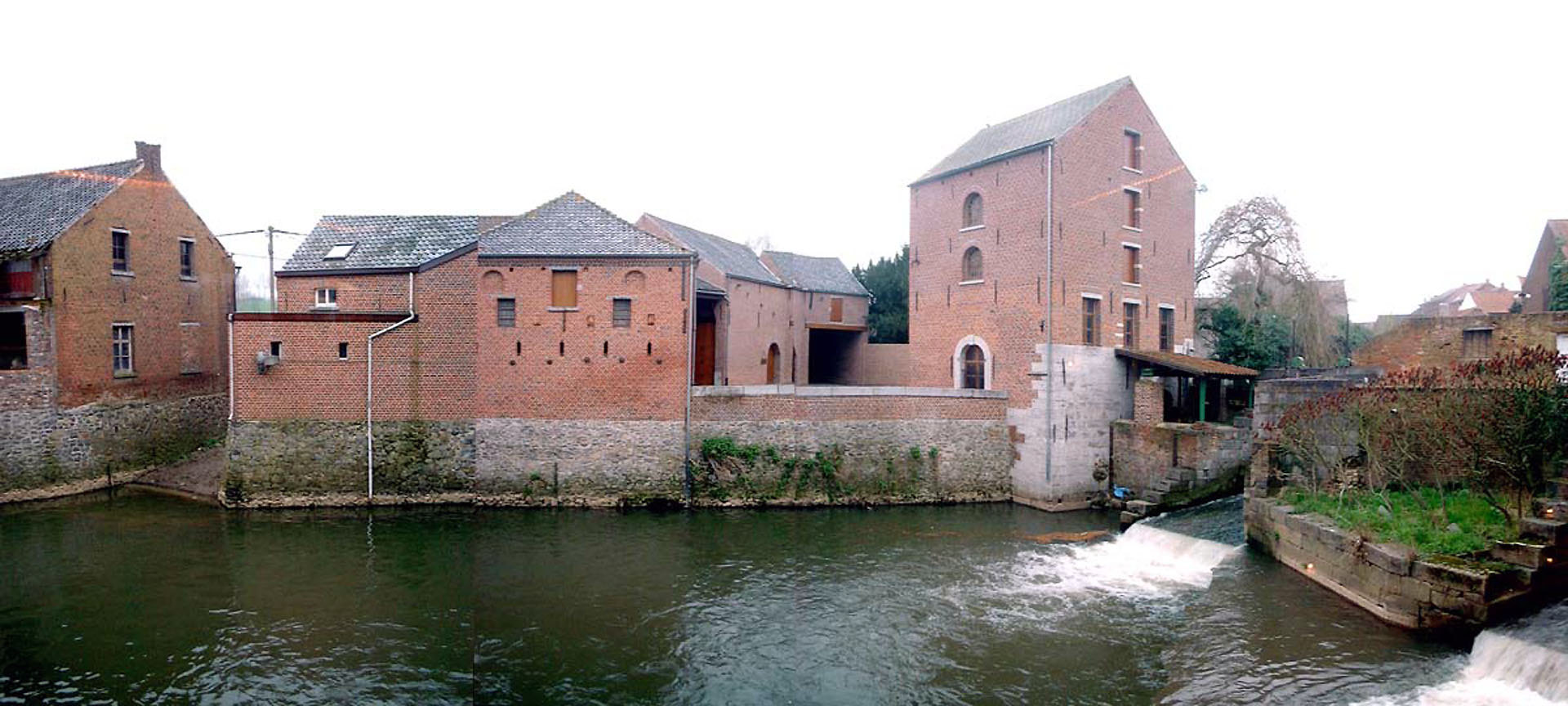
Kleine molen van Arenberg, Rebecq.
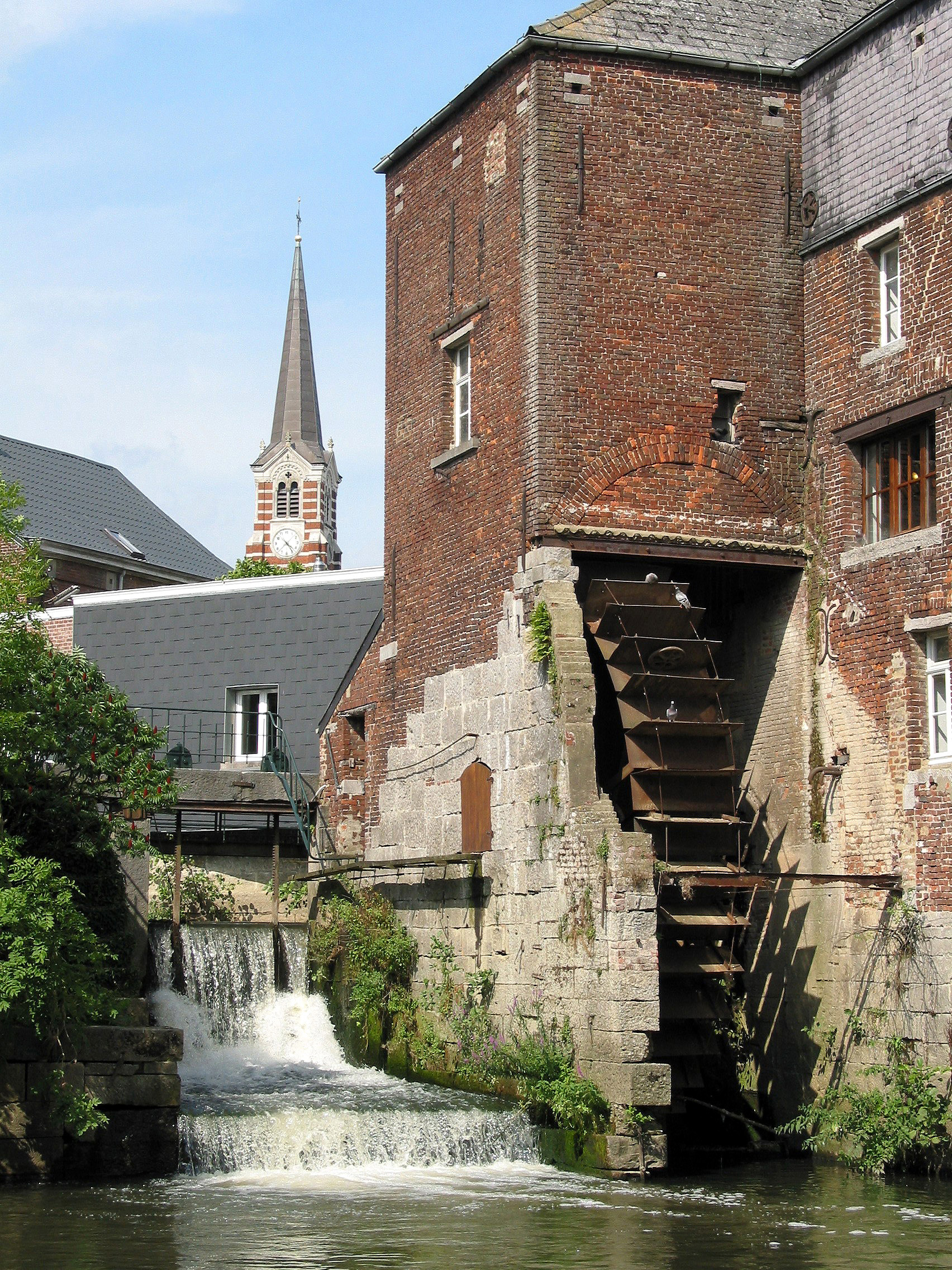
Grote molen van Arenberg, Rebecq. (noteer de duiven op de schoepen).

## Vooraanstaanden
Bij de molenaars Orinx en bij de aanverwante molenaars waren er personen die een vooraanstaand ambt bekleedden, zowel voor als na de Franse Revolutie.
| Naam                                           | Functie       | Gemeente                    |
| ---------------------------------------------- | ------------- | --------------------------- |
| Jean Oriens(Oerens) (ca. 1620-1698)            | Schepen       | Hove(Henegouwen)            |
| Jacobus Oriens,(ca.1720)                       | Schepen       | Denderwindeke (Werdergrate) |
| Jean-Baptiste-Adolphe Orins (1841-1908)        | Burgemeester  | Oudenaken                   |
| Franciscus Ludovicus (Louis) Orins (1878-1943) | Burgemeester. | Pepingen                    |

Aanverwanten
| Naam                        | Functie      | Gemeente            | Verwantschap                              |
| --------------------------- | ------------ | ------------------- | ----------------------------------------- |
| J.B. Nerinckx (1803-1878)   | Burgemeester | Beert               | echtgenoot C. Orins                       |
| V.E. Nerinckx (1840-1913    | Burgemeester | Beert               | zoon van J.K.Orins                        |
| J.B. Nerinckx (1830-1910)   | Schepen      | Beert               | zoon van E. Orins                         |
| J. Van Dalem (1808-?)       | Burgemeester | Schepdaal           | echtgenoot van J.M. Orins                 |
| J. De Troch (1873-1954)     | Burgemeester | Schepdaal           | gehuwd met kleindochter van Eugene Orins. |
| J. De Vroede (1676-1684)    | Schepen      | Tollembeek          | schoonvader A. Orins                      |
| J. Fr. Goossens (1836-1895) | Burgemeester | Sint-Martens-Lennik | schoonvader van Fr. L. Orins              |